# Нехворощанська сільська рада (Андрушівський район)
Нехворощанська сільська рада — колишня адміністративно-територіальна одиниця та орган місцевого самоврядування у Андрушівському і Бердичівському районах Житомирської і Бердичівської округ, Київської й Житомирської областей Української РСР та України з адміністративним центром у с. Нехворощ.

## Населені пункти
Сільській раді були підпорядковані населені пункти:
- с. Нехворощ

## Населення
Кількість населення ради, станом на 1923 рік, становила 3 442 особи, кількість дворів — 767.
Відповідно до перепису населення СРСР, станом на 17 грудня 1926 року, чисельність населення ради становила 3 457 осіб, з них, за статтю: чоловіків — 1 658, жінок — 1 799, етнічний склад: українців — 3 212, росіян — 3, євреїв — 29, поляків — 195, інших — 18. Кількість господарств — 774, з них несільського типу — 34.
Відповідно до результатів перепису населення СРСР, кількість населення ради, станом на 12 січня 1989 року, становила 1 575 осіб.
Станом на 5 грудня 2001 року, відповідно до перепису населення України, кількість мешканців сільської ради становила 1 297 осіб.

## Склад ради
Рада складалася з 16 депутатів та голови.

### Керівний склад сільської ради
| ПІБ                        | Основні відомості                                                                      | Дата обрання | Дата звільнення |
| -------------------------- | -------------------------------------------------------------------------------------- | ------------ | --------------- |
| Гетьман Василь Миколайович | Сільський голова , 1955 року народження, освіта, член народної партії                  | 26.03.2006   | 31.10.2010      |
| Гетьман Василь Миколайович | Сільський голова , 1955 року народження, освіта вища, член Української Народної Партії | 31.10.2010   |                 |

Примітка: таблиця складена за даними джерела

## Історія
Створена 1923 року в с. Нехворощ Андрушівської волості Житомирського повіту Волинської губернії. Станом на 17 грудня 1926 року в підпорядкуванні числилися хутори Верезумський, Весела Горка, Запольщина, Каленського, Попів, Сіножаті та виселок Чабак. На 1 жовтня 1941 року значився х. Надгуйва (згодом — Загуйва); хутори Верезумський, Весела Горка, Запольщина, Каленського, Попів, Сіножаті та Чабак не перебували на обліку населених пунктів. На 1 березня 1961 року с. Загуйва не перебувало на обліку населених пунктів.
Станом на 1 вересня 1946 року та 1 січня 1972 року сільська рада входила до складу Андрушівського району Житомирської області, на обліку в раді перебувало с. Нехворощ.
Виключена з облікових даних 17 липня 2020 року. Територію та населені пункти ради, відповідно до розпорядження Кабінету Міністрів України № 711-р від 12 червня 2020 року «Про визначення адміністративних центрів та затвердження територій територіальних громад Житомирської області», включено до складу Андрушівської міської територіальної громади Бердичівського району Житомирської області.
Входила до складу Андрушівського (7.03.1923 р., 4.01.1965 р.) та Бердичівського (30.12.1962 р.) районів.